# Yared Asmerom
Yared Asmerom (né ou le 4 février 1980, selon les sources, à Asmara) est un athlète de l'Érythrée, spécialiste du marathon.

## Meilleurs temps
- Semi marathon : 60:28 1er García Azpeitia 31 mars 2007
- marathon : 2:15:14 (NR) 16e Conergy Hambourg 29 avril 2007
- 4e aux Championnats du monde d'athlétisme 2007 sur le marathon.
- 7e au Marathon de Londres 2013 en 2 h 08 min 22 s